# Amt Biberstein

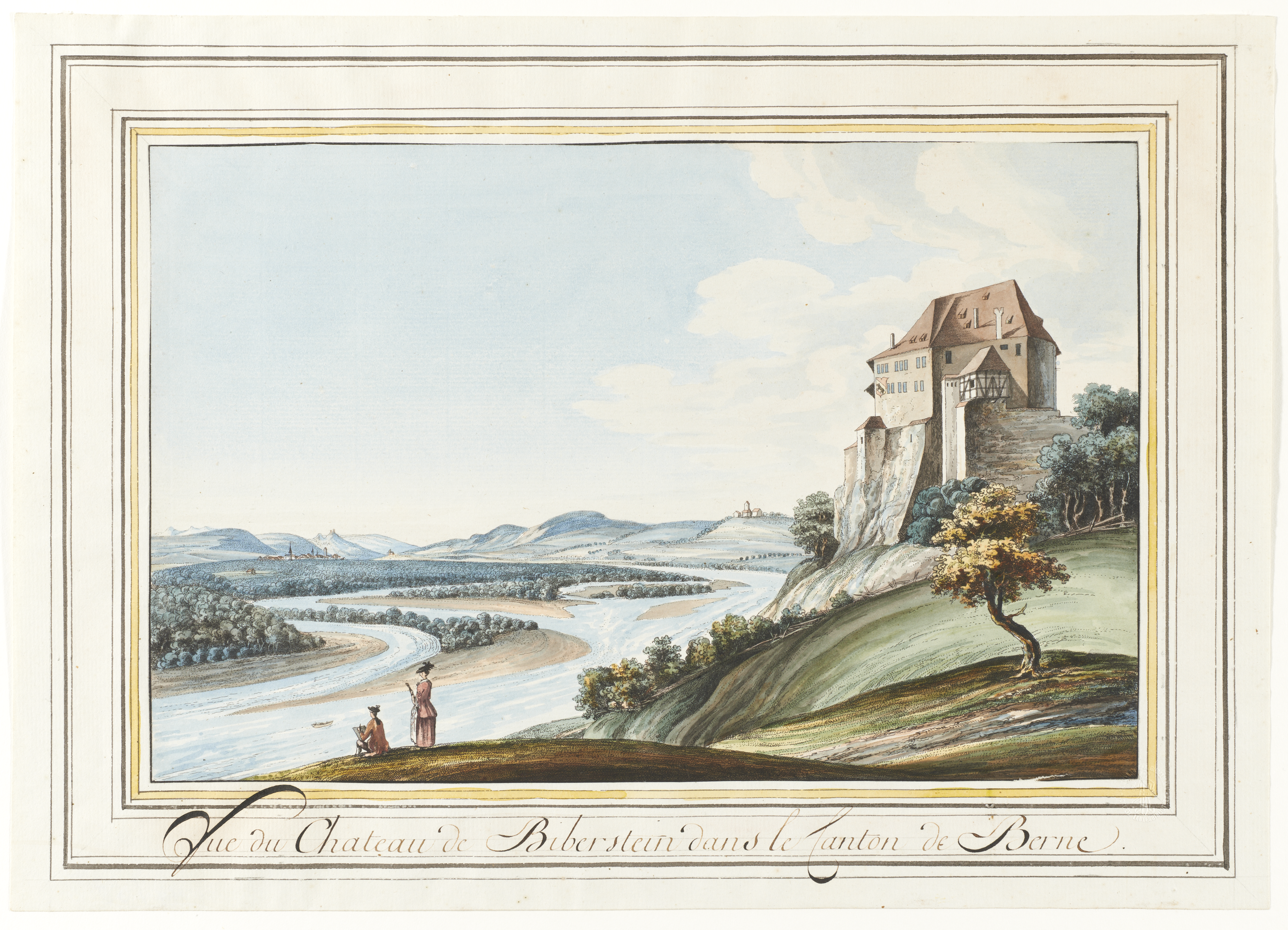
Schloss Biberstein, Sitz der Komturen und Obervögte von Biberstein von 1527 bis 1798

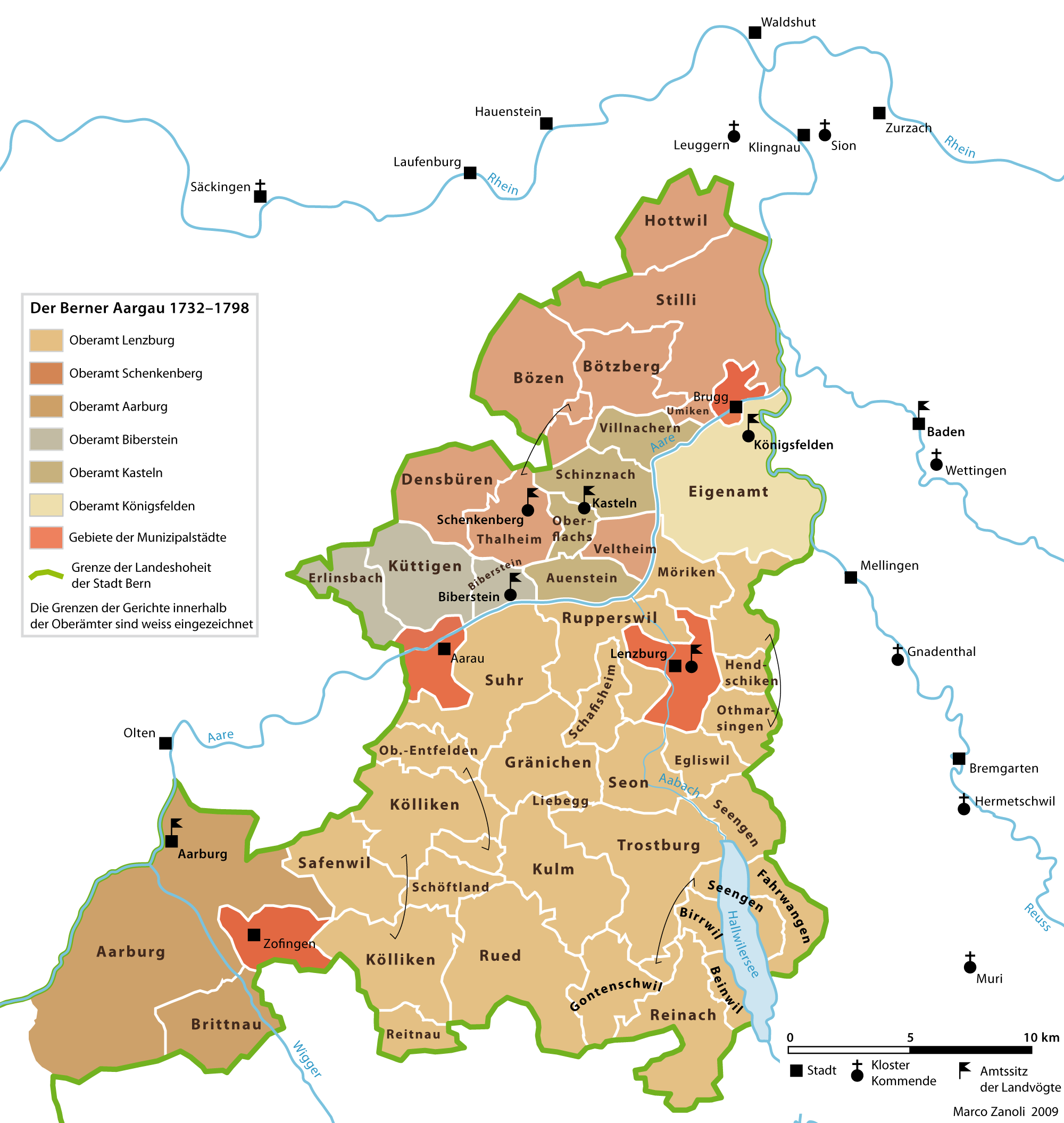
Die bernischen Ämter im Aargau

Das Amt Biberstein war eine Obervogtei im Berner Aargau in der Schweiz.
Das Gebiet der Vogtei derselben gehörte zum einen Teil dem Johanniterorden, zum anderen Teil dem Kloster Königsfelden. 1535 brachte Bern das Schloss Biberstein nach langem Widerstreben der katholischen Orte an sich und machte es zum Sitz einer Landvogtei, welche die Dörfer Biberstein, Küttigen und Obererlinsbach umfasste. Anstelle der Komturen regierten nacheinander 51 Berner Obervögte das Amt.

## Liste der Komturen zu Biberstein (1344 bis 1537)
Johanniter-Komturen verwalteten das Amt Biberstein:
| - 1344 Rudolf von Büttikon - 1360 Hug von Werdenberg - 1391 Johannes Weiß - 1392 Johannes Schultheiß - 1399 Hemmann Schultheiß - 1445 Johannes von Ow | - 1453 Hans Arnold Sägisser - 1454 Johann Wittich - 1503 Peter Stolzer - 1520 Nillau Stolzer - 1528 Johannes von Hattstein |

## Liste der Obervögte zu Biberstein (1537 bis 1798)
Die Berner setzten 51 Obervögte ein:
| - 1537 Andreas Zehender - 1543 Niklaus Schorr - 1546 Ludwig Zehender - 1551 Niklaus Schmalz - 1556 Hans Scherz - 1563 Heinrich von Hünenberg - 1567 Peter von Graffenried - 1573 Kaspar Dingnauer - 1580 Konrad Seeloos - 1580 Jakob Dittlinger - 1581 Niklaus Schorr - 1587 Hans Linder - 1593 Niklaus Baumgartner - 1599 Samuel Zurkinden - 1601 Anton Wagner - 1607 Samuel Dachselhofer - 1618 Benedikt Marti - 1619 Niklaus Hänni - 1625 Martin Müller - 1631 Ulrich Schärer - 1637 Niklaus Baumgartner - 1643 Samuel Zehender - 1649 Niklaus Bachmann - 1655 Niklaus Bondeli - 1657 Hans Konrad Wyttenbach - 1663 Marquard Zehender | - 1669 Beat Jakob Fischer - 1673 Christian Düring - 1681 Hans Rudolf Müller - 1687 Hans Jakob Knecht - 1690 Jakob Haller - 1691 Hans Jakob Gross - 1698 Anton Zehender - 1704 Samuel Wagner - 1710 Samuel Tillier - 1716 Albrecht Herport - 1722 Gabriel Bondeli - 1728 David Lienhart - 1734 Samuel Jenner - 1740 Sigmund von Bonstetten - 1746 Abraham Gruber - 1752 Jakob Wyttenbach - 1752 Viktor von Gingins - 1758 Samuel Haller - 1760 Ludwig von Bonstetten - 1767 Franz Ludwig Morlot - 1773 Johann Ludwig Effinger - 1779 Niklaus Jenner - 1785 Anton Ludwig Stürler - 1791 Gabriel Tschiffeli - 1796 Karl Ludwig Steiger |